# RIM-2 Terrier
El RIM-2 Terrier fue un misil superficie-aire de medio alcance fabricado por Convair. Fue un misil naval de dos etapas tierra-aire (SAM) y uno de los primeros en equipar a los navíos de la Armada de Estados Unidos. Originalmente, el Terrier tenía un empuje de lanzamiento de 23 kN (5.200 lbf) y 1.392 kg (3.069 libras) de peso. Sus dimensiones originales fueron de 340 mm, 8,08 m de longitud y una envergadura de 1,59 metros de diámetro.
El Terrier también se ha utilizado generalmente como primera etapa para la realización de investigaciones con misiles. El Terrier puede ser equipado con diversas etapas superiores, como el Asp, el Tomahawk o el Orion.

## Historia
El Terrier fue un desarrollo del proyecto Bumblebee, un esfuerzo de la Armada para desarrollar un misil tierra-aire que proporcionase un nivel medio de defensa contra el ataque aéreo (entre los cazas de los portaaviones y los cañones antiaéreos). Fue lanzado de prueba desde el USS Mississippi (AG-128) ex (BB-41), y operacionalmente se desplegó primero en los cruceros de la clase Boston, USS Boston (CAG-1) y USS Canberra (CAG-2). Su designación fue SAM-N-7 hasta 1963 cuando fue renombrado como RIM-2.
Inicialmente, el Terrier utiliza guiado por haz de radar, control de ala, una ojiva convencional, tenía una velocidad máxima de solo 1,8 Mach y un alcance de solo 10 millas (19 km), era útil solo contra objetivos subsónicos. Antes incluso de ponerlo en servicio ordinario estaba recibiendo mejoras importantes. El RIM-2C, llamado Terrier BT-3 (haz de radar, control de cola, serie 3) fue introducido en 1958. Las alas fueron reemplazadas por strakes fijos (alas de sustentación), y la cola se convirtió en la superficie de control. El BT-3 tuvo un motor nuevo y había destacado por su rango extendido, la velocidad de Mach 3 y mejor maniobrabilidad. El RIM-2D Terrier BT-3A(N) utiliza una ojiva nuclear W45 de 1kt, pero todas las otras variantes utilizan una ojiva de fragmentación controlada de 218 libras (99 kg). El RIM-2E introdujo SARH (guiado por radar semiactivo), para una mayor efectividad contra objetivos de baja altura. La versión final, el RIM-2F, utilizó un nuevo motor que duplicó el alcance efectivo a 40 millas náuticas (74 km aprox.).
El Terrier fue el sistema de misiles primario de la mayoría de los cruceros de la US Navy construidos durante la década de 1960. Podía ser instalado en barcos mucho más pequeños en comparación con el RIM-8 Talos, más grande y de mayor alcance. Una instalación Terrier consistía normalmente en el lanzador de doble rail Mk 10 con un cargador trasero de 40 misiles, pero algunos barcos habían extendido el cargador hasta 80 o 120 misiles, y la instalación del Boston y del Canberra utiliza un almacén de carga inferior de 72 misiles.
El misil de la Marina francesa Masurca fue desarrollado con alguna tecnología del Terrier proporcionada por la USN.
El Terrier fue reemplazado por el misil RIM-67 estándar de rango extendido.

## Versiones del Terrier
| Designación | Designación inicial | Control de superficie | Guiado           | Notas                                          |
| ----------- | ------------------- | --------------------- | ---------------- | ---------------------------------------------- |
| RIM-2A      | BW-0                | Control de ala        | Haz de radar     | Solo objetivos subsónicos                      |
| RIM-2B      | BW-1                | Control de ala        | Haz de radar     | Solo objetivos subsónicos                      |
| RIM-2C      | BT-3                | Control de cola       | Haz de radar     | En servicio desde 1958, objetivos supersónicos |
| RIM-2D      | BT-3A(N)            | Control de cola       | Haz de radar     | Cabeza nuclear W45 de 1kT                      |
| RIM-2E      | HT-3                | Control de cola       | Radar semiactivo | Introducción del guiado por radar semiactivo   |
| RIM-2F      |                     | Control de cola       | Radar semiactivo | Nuevo motor cohete                             |

## Operadores
Italia
 Países Bajos
 Estados UnidosArmada de los Estados Unidos

## Galería

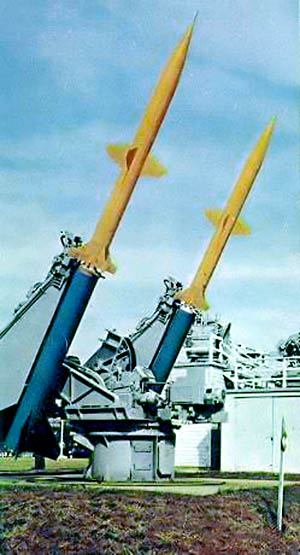
Modelo inicial del Terrier
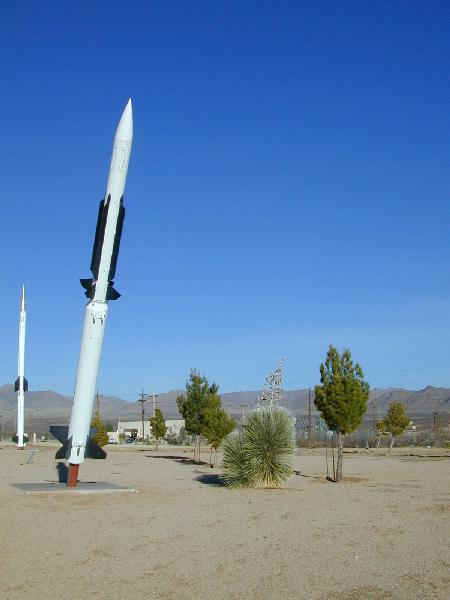
RIM-2C o posterior
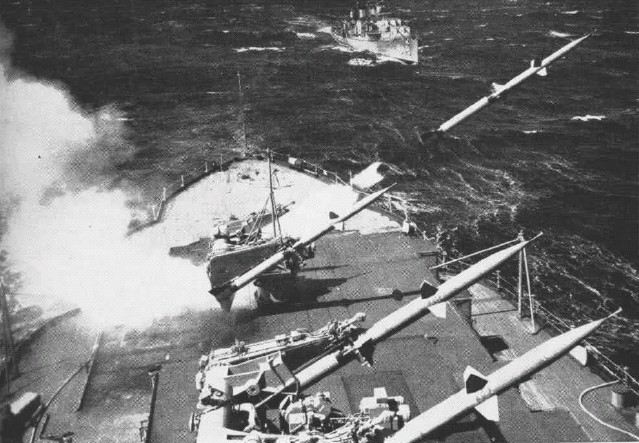
Modelo inicial del Terrier lanzado desde el USS Mississippi (AG-128).